# 科特高中 (明尼蘇達州)
科特高中（英語：Cotter High School）是明尼苏达州威诺纳第一个，也是該州唯一的天主教高中。當前科特中学由科特初中和科特高中组成。1911年9月5日創設，僅收男性學生。科特（Cotter）以天主教区的第一位主教Joseph Bernard Cotter為名。在1952年， 学校的运营交给了主教教区，科特通过与the Cathedral Girls High School合并变成了男女共学的学校。在1953年一座新的科特学校建筑被建立并且在1962年扩建。在1992年， 在Hiawatha教育基金会捐款的帮助下， 学校移动了校区位置，在曾经的 圣特瑞沙学院（Collage of Saint Teresa）， 借此机会获得了宿舍楼。

## Cotter Family
"Cotter Family"指的所有的学生、老师、家长、管理员、毕业生、志愿者以及与学校有关联的神职人员。工作人员大多成集体。大约50%的学校職員是往届毕业生；大约25%-50%的学生是歷届毕业生的親屬（数据随着时间变化而变化），不少人几代都这这里学习。1993年， 本地商人群体，由Bob Kierlin of Fastenal牵头， 捐助了數万美元，学校得以搬迁至曾经属于圣特瑞沙学院的地方.

## 与威诺纳地区其他天主教学校的关系
科特初中提供7、8年级， 小学服务依赖于威诺纳的天主教教育管理（Saint Stanislaus Elementary School和Saint Mary's Primary的管理者）的分配。

## 傑出校友
- Paul Breza，1959年毕业
- Robert Henry Brom，1956年毕业
- Donal "Mike" O'Callaghan， 内华达州前州长， 1946年毕业。
- Max Conrad，飞行员，1921年毕业
- Michael Joseph Hoeppner， 天主教会的主教，1967年毕业
- Bob Kierlin，商人、政治界人士，1957年毕业

## 歷任校长
- James. G. Devine， 1991-1995 (Skyway and Golf Tournament Memorials)
- Dr. Jeanne-Marie Fauller 1995-1999
- Sandra Blank， Ann Merchlewitz， and Joan Bernard， interim team， 1999–2000
- Dr. Craig Junker， 2000–2009
- Sandra Blank， David Forney， Pat Bowlin， John Broadwater， Megan Sadowski， and Will Gibson， interim team， 2009–2010
- Jennifer Elfering， 2010-2012
- Sister Judy Schaeffer 2012-present